# Mont-Saint-Père
Mont-Saint-Père és un municipi francès situat al departament de l'Aisne i a la regió dels Alts de França. L'any 2007 tenia 639 habitants.

## Demografia

### Població
El 2007 la població de fet de Mont-Saint-Père era de 639 persones. Hi havia 249 famílies de les quals 63 eren unipersonals (21 homes vivint sols i 42 dones vivint soles), 76 parelles sense fills, 97 parelles amb fills i 13 famílies monoparentals amb fills.
La població ha evolucionat segons el següent gràfic:
Habitants censats

### Habitatges
El 2007 hi havia 291 habitatges, 253 eren l'habitatge principal de la família, 17 eren segones residències i 21 estaven desocupats. 280 eren cases i 9 eren apartaments. Dels 253 habitatges principals, 223 estaven ocupats pels seus propietaris, 20 estaven llogats i ocupats pels llogaters i 9 estaven cedits a títol gratuït; 4 tenien una cambra, 8 en tenien dues, 44 en tenien tres, 60 en tenien quatre i 136 en tenien cinc o més. 185 habitatges disposaven pel capbaix d'una plaça de pàrquing. A 100 habitatges hi havia un automòbil i a 124 n'hi havia dos o més.

### Piràmide de població
La piràmide de població per edats i sexe el 2009 era:
| Homes | Edats   | Dones |
| ----- | ------- | ----- |
| 0     | 95 o +  | 0     |
| 0     | 90 a 94 | 4     |
| 4     | 85 a 89 | 8     |
| 0     | 80 a 84 | 4     |
| 16    | 75 a 79 | 16    |
| 8     | 70 a 74 | 4     |
| 16    | 65 a 69 | 8     |
| 8     | 60 a 64 | 20    |
| 8     | 55 a 59 | 16    |
| 24    | 50 a 54 | 16    |
| 28    | 45 a 49 | 24    |
| 28    | 40 a 44 | 32    |
| 8     | 35 a 39 | 16    |
| 24    | 30 a 34 | 24    |
| 12    | 25 a 29 | 4     |
| 24    | 20 a 24 | 4     |
| 20    | 15 a 19 | 16    |
| 36    | 10 a 14 | 12    |
| 16    | 5 a 9   | 12    |
| 4     | 0 a 4   | 12    |

## Economia
El 2007 la població en edat de treballar era de 424 persones, 329 eren actives i 95 eren inactives. De les 329 persones actives 298 estaven ocupades (164 homes i 134 dones) i 32 estaven aturades (18 homes i 14 dones). De les 95 persones inactives 34 estaven jubilades, 29 estaven estudiant i 32 estaven classificades com a «altres inactius».

### Ingressos
El 2009 a Mont-Saint-Père hi havia 270 unitats fiscals que integraven 706,5 persones, la mediana anual d'ingressos fiscals per persona era de 19.794 €.

### Activitats econòmiques
Dels 19 establiments que hi havia el 2007, 2 eren d'empreses alimentàries, 1 d'una empresa de fabricació d'altres productes industrials, 4 d'empreses de construcció, 2 d'empreses de comerç i reparació d'automòbils, 1 d'una empresa d'hostatgeria i restauració, 1 d'una empresa financera, 1 d'una empresa immobiliària, 6 d'empreses de serveis i 1 d'una entitat de l'administració pública.
Dels 6 establiments de servei als particulars que hi havia el 2009, 2 eren tallers de reparació d'automòbils i de material agrícola, 1 fusteria, 1 lampisteria, 1 electricista i 1 empresa de construcció.
Dels 2 establiments comercials que hi havia el 2009, 1 era una botiga de més de 120 m² i 1 una botiga de menys de 120 m².
L'any 2000 a Mont-Saint-Père hi havia 16 explotacions agrícoles que ocupaven un total de 144 hectàrees.

## Equipaments sanitaris i escolars
El 2009 hi havia una escola elemental integrada dins d'un grup escolar amb les comunes properes formant una escola dispersa.

## Poblacions més properes
El següent diagrama mostra les poblacions més properes.